# Cape Tribulation

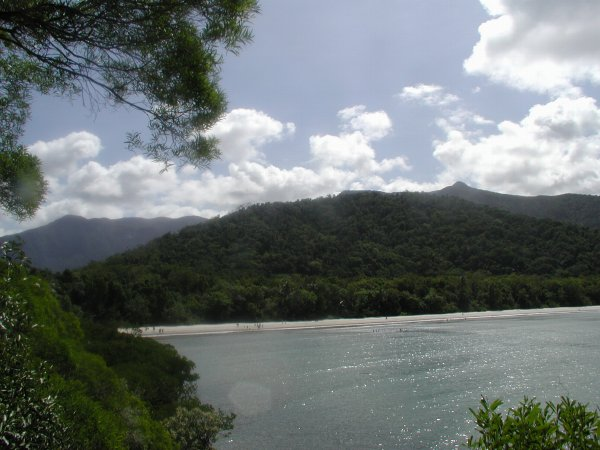
Widok na zatokę i plażę z przylądka Cape Tribulation

Cape Tribulation – przylądek położony w stanie Queensland, północno-wschodnia Australia, 110 km na północ od Cairns. Nazwa została nadana przez Kapitana Jamesa Cooka i pochodzi od angielskiego słowa troubles – kłopoty. Cook, przekraczając Wielką Rafę Koralową, uszkodził swój okręt „Endeavour”. Nie wylądował on tam jednak - płynął dalej, szukając sprzyjającego miejsca. Na ląd zszedł dopiero w odległym ok. 20 km na północ Cooktown. Spędził tam ok. 7 tygodni i było to pierwsze "stałe" siedlisko w Australii.
Obecnie Cape Tribulation leży na terenie parku narodowego Daintree National Park. Na przylądku, który jest rezerwatem przyrody Wet Tropics World Heritage, urządzono ścieżkę dydaktyczną. Pobliska zatoka ma przepiękną plażę. Cape Tribulation odwiedzana jest w okresie zimowym licznie przez turystów.
W latach 70. na plaży mieszkała komuna hippisów z całego świata, która była dla Australii tym samym co kalifornijska miejscowość Santa Cruz.
Do przylądka dociera droga asfaltowa, która w tym miejscu się kończy. Dalsza podróż na północ możliwa jest jedynie samochodami terenowymi. Najbliższa większa miejscowość – Port Douglas.